# 真夜中のオカルト公務員
『真夜中のオカルト公務員』（まよなかのオカルトこうむいん）は、たもつ葉子による日本の漫画作品。KADOKAWAの漫画雑誌『月刊Asuka』2015年7月号から連載を開始。その後、KADOKAWAのWebコミック配信サイト『コミックNewtype』に移籍し、2016年8月23日から2022年2月22日まで連載された。2021年8月時点で単行本の累計発行部数は130万部を突破している。

## あらすじ
妖怪、精霊、神々、これら一般の人間には感知されない超常的存在、通称「アナザー」。一般的に「オカルト」とも受け止められるこれらを認識し、関係者への調査、アナザーの観察・監視、および時にアナザーに起因する現象に対し警察などの他機関と連携を取りながら対応する公務員の特殊な部署「夜間地域交流課」が東京の各区画に配置されていた。
その内の新宿区に何も知らないまま配属された新人「宮古新」。同僚からの手ほどきによりアナザーを視認できるようになり、機関の実態を解説されながら初業務をこなすうちに、自身がアナザーの声を聞ける「砂の耳」という稀な特異性質を持つことが判明する。
これは、人間と違う異質なものたちとの平穏な共生を図りながら、都内でのオカルトが関係するとされる事件に対応する夜間公務員の物語である。

## 登場人物

### 新宿区役所夜間地域交流課
宮古新（みやこ あらた）
声 - 福山潤、古城門志帆（幼少）
本作の主人公。新宿区役所夜間地域交流課職員。22歳。人ならざる者の存在を信じていなかったが、採用試験の細工に引っかかり、配属された。自分では気づかないうちに「砂の耳」という特殊能力を持っていた。安倍晴明の血筋で、それが原因で持っていると思われる。アナザーに安倍晴明と間違われるほど似ている。真面目で優しく、度胸が据わっている。しかし、アナザーへの無知や砂の耳のせいで警戒心が薄く危険性の高いアナザーにも哀れみや優しさを向けるためたびたび京一やセオに警告を受けている。
榊京一（さかき きょういち）
声 - 前野智昭、前田玲奈（幼少）
新宿区役所夜間地域交流課業務リーダー。28歳。酒と女が大好きな元ホストだが、仕事はまじめに取り組んでいる。17年前に姉の詩織が失踪して以来心に大きな空しさを抱えている。アザゼルから姉を取り戻した後は年下になってしまった女子高生の姉と二人暮らし。
姫塚セオ（ひめづか セオ）
声 - 入野自由
新宿区役所夜間地域交流課職員。38歳。ブルーグレーの瞳をしており、本当は金髪に近い茶髪を趣味で黒く染めている。一見女性と見まごうほどの容姿の元イギリス人。「アナザーの和洋混合具合がとてもいい」ということと、「日本が好きすぎたから」という理由で帰化した。(アイルランド人の父親と日本人の母親を持つハーフで、現在は日本国籍を取得している。)アナザーを視ることが難しい人のために視やすくするためのスプレー「イブン=グハジスプレー」を開発した。古い魔術書の収集、アナザーのサンプル回収及びデータ化をライフワークとしている。外見と裏腹に性格は意外と男前。どちらかといえばS。「アナザー業界の錬金術師」と言われている。吸血鬼のサクラの存在を秘匿していた。休みの日にはフィールドワークをしている。
仙田礼二（せんだ れいじ）
声 - 遊佐浩二
新宿区役所夜間地域交流課の課長。37歳。京一やセオの上司。セオとは同期で学生時代に文通をしていた。榊をスカウトした人物でもある。
元妻の瞳は研究者で、セオがきっかけで知り合うも互いの巫女体質と触媒体質が作用しすぎて危険な為、円満離婚している。

#### その他の夜間地域交流課
狩野一悟（かのいち さとる）
声 - 櫻井孝宏
東京都庁「夜間文化環境局」のエリート。狩野一家は陰陽師の家系。茜とは従兄妹同士。父親から切り捨てられたトラウマからアナザーを不要な存在としか見ていない差別主義者。新の砂の耳には否定的で、アナザーを排除することしか考えてないため新と対立することがある。昔から茜のことが好きらしい。
狩野一茜（かのいち あかね）
声 - 嶋村侑
千代田区役所夜間地域交流課職員。山城の部下。悟とは従兄妹同士。
清水翔太（しみず しょうた）
声 - 阪口大助
千代田区役所夜間地域交流課職員。山城の部下。新とは、ウェウェコヨトルの案件で知り合った。その後、東京都庁の夜間地域交流課へ出向することになり、新や狩野一と行動をともにする機会を得る。
山城（やましろ）
声 - 木村亜希子
千代田区役所夜間地域交流課の課長。茜や翔太の上司。
山岡（やまおか）
声 - 宮下栄治
夜間地域交流課職員。交流会のメンバーで、狩野一の部下。

#### 役所の職員
相田小春（あいだ こはる）
声 - 牧野由依
新宿区役所の庶務課を務める女性。駆と亮の母親。
葵（あおい）
声 - 牧野由依
元キャバクラ嬢で、榊京一がホストをしていた頃の客。慶子の友達。東京都庁でアルバイトをしている。
テレビアニメ版では都庁の南北展望室エレベーターの被害に遭った女性で、結婚を前提に彼氏がいたが、つい先日一方的に婚約を破棄された。
槇（まき）
声 - 宮下栄治
新宿区役所本庁舎の警備員。新とはゲーム仲間。

### 警察
横山栄太郎（よこやま えいたろう）
声 - 寸石和弘
アナザー案件専門の0課の刑事。健二や勝己の上司。17年前に起きた榊詩織の誘拐事件も担当していた。
千草健二（ちぐさ けんじ）
声 - 豊永利行
アナザー案件専門の刑事。横山の部下。合コン大好きでチャラい印象があるが、仕事は真面目。
玉緒勝巳（たまお かつみ）
声 - 谷山紀章
アナザー案件専門の刑事。横山の部下。
羽黒（はぐろ）
声 - 中村浩太郎
交番勤務の警官。巡査部長。中村の上司。鬼王権現と目が合ってしまったことで連れ去られてしまうが、新たちの活躍によって無事救出された。
中村（なかむら）
声 - 浦田わたる
交番勤務の警官。羽黒の部下。

### その他の人間
松野泉美（まつの いずみ）
声 - 牧野由依
本作のヒロインで、新の幼馴染み。新の家の近くの料亭の娘。悪魔のアザゼルに腕の機能をとられたが、新たちの活躍によって無事救出された。
榊詩織（さかき しおり）
声 - 古城門志帆
京一の姉。17年前に京一の目の前で悪魔のアザゼルにさらわれたまま、行方不明となっていたが、新たちの活躍によって無事救出された。
柴裕子（しば ゆうこ）
声 - 田澤茉純
都内女子行方不明未解決事件の被害者。白駒女学院高等学校の2年生。合唱部。昭和40年11月10日生まれ。
失踪当時17歳で、そのまま歳をとらずに救出された。保護された後、病院で入院生活を送っている。話す分には不自由はないが、歌声は失っている。悪魔のアザゼルに歌声の機能をとられたが、新たちの活躍によって歌声は戻った。
蒲田佐智子（かまた さちこ）
声 - 田中理恵
行政書士。アナザー案件で、女子行方不明事件の被害者の社会復帰を専門に行っている。
慶子（けいこ）
葵の友達。都庁の南北展望室エレベーターの被害に遭った女性。結婚を約束していた彼氏がいたが、彼氏側の家族事情で結婚が白紙となり、最近破局に至った。テレビアニメ版では未登場。
相田駆（あいだ かける）
声 - 古城門志帆
小春の息子で、亮の兄。弟の亮に怖い夢の話をよく聞かしていた。
相田亮（あいだ りょう）
声 - 田澤茉純
小春の息子で、駆の弟。夢魔の被害者で、現在眠ったまま目を覚まさないため入院中。狩野一悟が夢魔を退治したことで眠りから覚める。
はっちゃん、よーくん
声 - 福田芽衣、伊藤亜祐美
亮の友達。クラスメイト。夢魔の被害者。
安倍晴明（あべの せいめい）
声 - 福山潤
平安時代に活躍した陰陽師。新の祖先。アナザーが見間違えるほど顔が新と似ている。テレビアニメ版では回想で登場する。
当初は陰陽寮の仕事にも興味を示さなかったが、琥珀に出会い、友達ひいては世界を救うには砂の耳を血筋で残すしかないという結論に至り出世する為に才能を発揮し、陰陽道の礎を築く。狩野一の祖先とは友人で同僚。

### アナザー

#### 新や晴明に仕えるアナザー
ウェウェコヨトル / 琥珀
声 - 土岐隼一
新のことを「晴明」と呼んでつきまとうアナザー。黒く長い髪に金色に光る獣の目をしている。「琥珀」と言う名は「晴明」から名付けてもらったものらしい。他のアナザーからは「災いをもたらす神」として恐れられている。
アステカ神話において音楽、ダンス、歌の神とされる一方、自分の退屈しのぎに人や神にかかわらず争いを起こさせ楽しむトリックスター的な存在。その名は「老いたコヨーテ」を意味する。アステカにおいてコヨーテは男性の若さや知恵の象徴だが、老いたコヨーテは知恵がある分悪知恵が働くので善と悪両方持ち合わせている神として奉仕されている。
都内女子行方不明未解決事件ではアザゼルに加担していた。
兄であるケツァルコアトルに友人を全て殺され、泣きすぎて目が溶けてしまった所を晴明に助けられ、友人となり琥珀の名を貰う。
1000年周期で現れ、定期的に世界を滅ぼす兄を追い払ってもらったが、次の周期が近づいている。
ユキ
声 - 山本和臣
新の家の蔵に住み着いていた、（元の飼い主に蔵を守るように言われていた）青い目で白い猫又のアナザー。幼少期の新とよく遊んでいた。ここ最近は新にしか視えていなかったらしい。普段は普通の猫の大きさだが、人並みに大きくなることもできる。バステト（猫の女神）に弱いウェウェコヨトルには意外と一緒に遊んでもらったりしている。
クロ
声 - チョー
八咫烏のアナザー。道案内人。新を晴明の庭に案内したほか、その帰りも乗り物を含めた現代の手法に則った伝達を行った。ユキとは犬猿の仲でユキをデブ猫と呼んでいる。

#### 女子行方不明事件の首謀者
アザゼル
声 - 立花慎之介
悪魔のアナザー。都内女子行方不明未解決事件の黒幕。元天使だったが、人間の少女（声 - 悠木碧）に恋をするという禁忌を犯し、愛する人を失った。その少女を蘇らせようとして、亡くなった少女の魂を捕まえて、その魂に合う器（体）を作り続けてきた。
ベルフェゴール
声 - 黒田崇矢
悪魔のアナザー。アザゼルの昔から友人。
ケルベロス
声 - 石井康嗣
悪魔のアナザー。アザゼルに飼われている番犬。人間の肉が好物。ケルベロスの唾液からトリカブトが咲く。
ウェウェコヨトル / 琥珀
詳細は上記を参照。

#### その他のアナザー
アディエル
声 - 嶋村侑
天使のアナザー。太郎坊の恋人。フォルシエルの妹。天狗との言い争いから太郎坊と密会しており駈け落ちまで考えていた。
フォルシエル
声 - 甲斐田裕子
天使のアナザー。アディエルの姉。新宿御苑内で、天狗と言い争っていたことが原因で、深夜の騒音問題へと発展していた。
太郎坊（たろうぼう）
声 - 土屋神葉
天狗のアナザー。アディエルの恋人。四谷不動坊の息子。天使との言い争いからアティエルと密会しており駈け落ちまで考えていた。事件解決後、新に興味を持つようになる。
四谷不動坊（よつやふどうぼう）
声 - 黒田崇矢
天狗のアナザー。太郎坊の父親。新宿御苑内で、天使と言い争っていたことが原因で、深夜の騒音問題へと発展していた。
六郎坊（ろくろうぼう）
声 - 佐々木寿治
天狗のアナザー。蚕神の一件で、太郎坊を筆頭に助っ人として加わった。
九郎坊（くろうぼう）
声 - 矢野奨吾
天狗のアナザー。蚕神の一件で、太郎坊を筆頭に助っ人として加わった。
妙法山千仞坊（みょうほうざんせんじんぼう）
声 - 茶風林
天狗のアナザー。天狗の長老。人間に対しては割と友好的で、新を一目見て安倍晴明と間違えた。
鈴鹿（すずか）
声 - 田澤茉純
座敷童のアナザー。愛称「鈴」で、茜に懐いている。狩野一の屋敷神として崇められている。10年に一度断髪し狩野一の技術で加工した小刀と一緒に結界の種として奉納している。
鬼王権現（きおうごんげん）
声 - 木村昴
稲荷神社の主で、神のアナザー。酒や祭りが大好き。目が合った羽黒巡査部長を連れ去り彼と一緒に100年間酒を飲み続けようとしたが、新たちに阻止される。
猩々（しょうじょう）
声 - 杉田智和
猿のアナザー。5匹組のゴリラ。酒が好物。鬼王権現との酒飲み比べで、助っ人として加わる。
ブルデュンギン
声 - 黒田崇矢
ハイエナのアナザー。戦後進駐軍と一緒にやってきて住み着いている。スローな喋り方をする。新に砂の耳は厄介な事になるから気を付けろと警告する。
パンドーラ
声 - 甲斐田裕子
人の姿をした女性のアナザー。都庁の南北展望室エレベーターの原因を作ったアナザーで、エレベーターを細工し、それに乗った人間のなかから、「大きな喪失感」を持った者を自分のもとへ呼び寄せていた。
夢魔
声 - 渡辺久美子
夢を自在に操る子供のアナザー。閉鎖された団地に棲みつき、誰からも相手にされない寂しさゆえ、夢のなかで子供と鬼ごっこをしていた。勝負は3回で、すべて自分が勝ったらその子供を目覚めないようにして、自分の仲間にしていた。
新に心を開くが、狩野一に退治されてしまう。
蚕神（かいこがみ）
声 - 井上喜久子
繭をつくった神のアナザー。出雲への献上品のための糸を紡ごうとしていたが、狩野一や交流会メンバーに邪魔されたことで、祟り神に転じてしまう危険性があったが、新の説得で事なきを得る。
ヴォーロス
声 - 大塚芳忠
ウクライナ中心に信仰されたスラブ神話における森と狩の神のアナザー。記憶喪失。蜂蜜が好物。依り代が無いと無自覚に人の生命力を奪う性質がある。

## 書誌情報
- たもつ葉子 『真夜中のオカルト公務員』 KADOKAWA〈あすかコミックスDX〉、全17巻
  1. 2015年12月26日発売[6]、ISBN 978-4-04-103660-0
  2. 2016年1月26日発売[7]、ISBN 978-4-04-103661-7
  3. 2016年6月25日発売[8]、ISBN 978-4-04-104543-5
  4. 2016年11月26日発売[9]、ISBN 978-4-04-105104-7
  5. 2017年4月24日発売[10]、ISBN 978-4-04-105557-1
  6. 2017年9月23日発売[11]、ISBN 978-4-04-106078-0
  7. 2018年2月24日発売[12]、ISBN 978-4-04-106080-3
  8. 2018年6月23日発売[13]、ISBN 978-4-04-107044-4
  9. 2018年12月22日発売[14]、ISBN 978-4-04-107597-5
  10. 2019年3月22日発売[15]、ISBN 978-4-04-108000-9
  11. 2019年7月24日発売[16]、ISBN 978-4-04-108220-1
  12. 2019年11月22日発売[17]、ISBN 978-4-04-108221-8
    - アニメDVD付き限定版 同日発売[18]、ISBN 978-4-04-108223-2

  13. 2020年5月23日発売[19]、ISBN 978-4-04-109437-2
  14. 2020年10月24日発売[20]、ISBN 978-4-04-110811-6
  15. 2021年3月24日発売[21]、ISBN 978-4-04-111271-7
  16. 2021年8月24日発売[22]、ISBN 978-4-04-111909-9
  17. 2022年3月23日発売[23]、ISBN 978-4-04-112468-0
    - 小冊子付き特装版 同日発売[24]、ISBN 978-4-04-112469-7

## テレビアニメ
2019年4月から6月までTOKYO MXほかにて放送された。

### スタッフ
- 原作 - たもつ葉子[26]
- 監督 - 渡邊哲哉[26]
- シリーズ構成 - 樋口達人[26]
- 助監督 - 大石康之[26]
- オカルト考証 - 三輪清宗[26]
- キャラクターデザイン - 伊藤依織子[26]
- アナザーデザイン - 伊藤依織子、鈴木勘太[26]
- プロップデザイン - 伊藤依織子、江上夏樹[26]
- 美術設定 - 青木智由紀、イノセユキエ、泉寛[26]
- 美術監督 - 三原伸明[26]
- 色彩設計 - 小野寺笑子[26]
- 撮影監督 - 田村仁、姫野めぐみ[26]
- 編集 - 吉武将人[26]
- 音響監督 - 鶴岡陽太[26]
- 音響効果 - 山谷尚人[26]
- 音楽 - Evan Call[26]
- 音楽制作 - ポニーキャニオン
- プロデューサー - 田村淳一郎、加藤友季子、陳依依、佐藤史子、井上弘美、徳村憲一、中東豊和、里見哲朗、有水宗治郎、北澤史隆
- アニメーションプロデューサー - 柴宏和
- アニメーション制作 - ライデンフィルム[26]
- 製作 - 「真夜中のオカルト公務員」製作委員会

### 主題歌
「dis-communicate」
福山潤によるオープニングテーマ。作詞は福山と松井洋平、作曲・編曲はeba。
「約束のOverture」
土岐隼一によるエンディングテーマ。作詞はshungo.、作曲・編曲は高木龍一。

### 各話リスト
| 話数      | サブタイトル                   | 脚本       | 絵コンテ   | 演出                         | 作画監督                                                                                      | 総作画監督          |
| --------- | ------------------------------ | ---------- | ---------- | ---------------------------- | --------------------------------------------------------------------------------------------- | ------------------- |
| #1        | 新宿上空の天狗と天使           | 樋口達人   | 渡邊哲哉   | 大石康之                     | 江上夏樹 浦島美紀 伊藤依織子                                                                  | 伊藤依織子          |
| #2        | 神楽坂の白い猫又               | 樋口達人   | 大石康之   | 大石康之                     | 浦島美紀 久松沙紀 田中彩 鈴木勘太                                                             | 吉田南              |
| #3        | 琥珀の瞳のトリックスター       | 樋口達人   | 久行宏和   | 髙田美里                     | 西田美弥子 鈴木春香 鈴木勘太 江上夏樹                                                         | 伊藤依織子          |
| #4        | 歌舞伎町の定点観測             | 小太刀右京 | 西澤晋     | 石郷岡範和                   | 沼田広 中山和子                                                                               | 横山愛              |
| #5        | 都庁展望室の異世界エレベーター | 池田臨太郎 | 酒井かずお | 石郷岡範和                   | 石崎裕子 佐賀野桜子 池田志乃 角谷理                                                           | 横山愛              |
| #6        | 悪魔と喪失感                   | 三輪清宗   | 福田道生   | 髙田美里                     | 吉田肇 西田美弥子 鈴木春香 角谷理 東美帆 清水勝祐                                             | 松岡謙治            |
| #7        | 喪失感と絶望の証明             | 三輪清宗   | 伊東優一   | 伊東優一                     | 青野厚司 門智昭 冨沢和雄 鈴木勘太                                                             | 伊藤依織子          |
| #8        | 老いたコヨーテと星降る庭       | 樋口達人   | 外山草     | 外山草 石井輝                | 西田美弥子 鈴木春香 江上夏樹 石崎裕子 池田志乃 東美帆                                         | 伊藤依織子          |
| #9        | 幽霊団地の夢魔                 | 小太刀右京 | 森邦宏     | 伊部勇志                     | 佐賀野桜子 森悦史 金賢敬 青野厚司 門智昭                                                      | 横山愛              |
| #10       | 白い繭と青い炎                 | 池田臨太郎 | 久行宏和   | 宇野亘                       | 飯飼一幸 飯塚葉子 永田有香 江上夏樹                                                           | 横山愛              |
| #11       | 砂の耳と新人の根性             | 樋口達人   | 西澤晋     | 宅野誠起                     | 星野真澄 井上貴騎 嘉村弘之 増田俊介 横山紗弓 藤田正幸                                         | 吉田南 佐賀野桜子   |
| #12       | 新宿区夜間地域交流課           | 三輪清宗   | 久行宏和   | 石郷岡範和 髙田美里 大石康之 | 佐賀野桜子 石崎裕子 鈴木春香 西田美弥子 増田俊介 江上夏樹 森悦司                              | 松岡謙治 伊藤依織子 |
| #13 (OVA) | 袋小路とあの子と俺と           | 樋口達人   | 外山草     | 髙田美里                     | 佐賀野桜子 石崎裕子 増田俊介 江上夏樹 西脇拓己 西田美弥子 児玉健二 永田有香 田名網梢 宮田瑠美 | 伊藤依織子          |
| #14 (OVA) | ひとりぼっちの吸血鬼           | 樋口達人   | 嶋迩郎     | 武野俊一                     | 佐賀野桜子 石崎裕子 増田俊介 江上夏樹 星野真澄 嘉村弘之                                       | 横山愛              |
| #15 (OVA) | サクラの森の満開の下           | 樋口達人   | 松園公     | 宇冨和谷 野美歩香            | 佐賀野桜子 石崎裕子 増田俊介 江上夏樹 西脇拓己 宮田瑠美 榎本結                                | 伊藤依織子          |

### 放送局
| 放送期間                | 放送時間                     | 放送局     | 対象地域 | 備考                      |
| ----------------------- | ---------------------------- | ---------- | -------- | ------------------------- |
| 2019年4月8日 - 6月24日  | 月曜 0:30 - 1:00（日曜深夜） | TOKYO MX   | 東京都   | リピート放送あり          |
|                         |                              | サンテレビ | 兵庫県   |                           |
|                         |                              | BS11       | 日本全域 | BS放送 / 『ANIME+』枠     |
|                         | 月曜 0:45 - 1:15（日曜深夜） | KBS京都    | 京都府   |                           |
| 2019年4月9日 - 6月25日  | 火曜 2:05 - 2:35（月曜深夜） | テレビ愛知 | 愛知県   |                           |
| 2019年4月12日 - 6月28日 | 金曜 22:00 - 22:30           | AT-X       | 日本全域 | CS放送 / リピート放送あり |

| 配信開始日    | 配信時間                   | 配信サイト |
| ------------- | -------------------------- | --- |
| 2019年4月8日  | 月曜 0:30（日曜深夜） 更新 | ひかりTV |
| 2019年4月11日 | 木曜 0:00（水曜深夜） 更新 | dTV |
| 2019年4月15日 | 月曜 更新                  | dアニメストア ニコニコ動画 GYAO! バンダイチャンネル Hulu U-NEXT アニメ放題 J:COMオンデマンド ビデオパス Amazonプライム・ビデオ Netflix あにてれ DMM.com ビデオマーケット ムービーフルPlus HAPPY!動画 Rakuten TV |

### BD / DVD
| 巻  | 発売日         | 収録話         | 規格品番  | 規格品番   |
| 巻  | 発売日         | 収録話         | BD        | DVD        |
| --- | -------------- | -------------- | --------- | ---------- |
| 1   | 2019年7月24日  | 第1話 - 第4話  | KAXA-7761 | KABA-10701 |
| 2   | 2019年8月23日  | 第5話 - 第8話  | KAXA-7762 | KABA-10702 |
| 3   | 2019年9月25日  | 第9話 - 第12話 | KAXA-7763 | KABA-10703 |
| OVA | 2019年10月25日 | OVA全2話       | KAXA-7764 | KABA-10704 |

### Webラジオ
宮古新役の福山潤とウェウェコヨトル役の土岐隼一によるWebラジオ『「真夜中のオカルト公務員」夜間地域交流課 ラジオ通信』が、2019年4月5日から7月22日まで音泉にて隔週月曜19時に配信された。

## 舞台

### 舞台「真夜中のオカルト公務員」
2020年10月29日から11月7日まで東京・新宿FACEにて全13公演を上演。脚本を守山カオリ、演出を扇田賢が務める。主演は谷水力。

#### キャスト
- 宮古新：谷水力
- 榊京一：磯野大
- 姫塚セオ：とまん
- 仙田礼二：田中稔彦
- 琥珀：釣本南
- 狩野一悟：瀬戸啓太
- 狩野一茜：永瀬千裕
- 千草健二：毎熊宏介
- 玉緒勝己：石賀和輝
- 清水翔太：竹鼻優太
- 天狗：斎藤直紀
- 蚕神：倉田瑠夏

### 舞台「真夜中のオカルト公務員 The STAGE」
2024年10月9日から12日まで東京・渋谷区文化総合センター大和田伝承ホールで上演。脚本を星達也、演出を田中優樹が務める。主演は松本岳。

#### キャスト
- 宮古新：松本岳
- 榊京一：松本旭平
- 姫塚セオ：中島拓人
- 仙田礼二：佐藤聖也
- 狩野一悟：上杉輝
- 松野泉美：崎野萌
- 榊詩織：片山しおり
- 狩野一茜：麻衣愛
- 清水翔太：星達也
- パンドーラ：髙橋香柚実
- 鈴鹿：梨菜子
- 妖精：藤﨑磨美
- 天使：藤白ちらり
- 天狗：大竹剛史
- ケロベロス：田中春道
- 僵尸：岩本壮太
- アザゼル：テジュ
- 琥珀：内海光司